# Coucy-la-Ville
Coucy-la-Ville là một xã ở tỉnh Aisne, vùng Hauts-de-France thuộc miền bắc nước Pháp.

## Dân số
| 1962                                            | 1968 | 1975 | 1982 | 1990 | 1999 |
| ----------------------------------------------- | ---- | ---- | ---- | ---- | ---- |
| 187                                             | 188  | 208  | 196  | 189  | 176  |
| Starting in 1968: Population without duplicates |      |      |      |      |      |